# Vestari-Jökulsá
Der Fluss Vestari-Jökulsá ist ein Gletscherfluss in Island.

## Verlauf
Die Vestari-Jökulsá liegt im Norden von Island. Dort entspringt sie in Form von zwei Quellbächen am Gletscher Hofsjökull und strömt von da Richtung Skagafjörður. Wie der Name sagt, ist er der westliche der beiden Gletscherflüsse, die nach ihrer Vereinigung den breiten Fluss Héraðsvötn bilden, der nach etwa 45 km ins Meer, das heißt in den Skagafjörður, mündet.

## Wichtigste Daten
Der Fluss führt meist viel Wasser und hat wie viele Gletscherflüsse eine reißende Strömung. Seine durchschnittliche Wassermenge beträgt im Sommer 40–60 m³/s, im Winter 10–15 m³/s. Die größte je gemessene Wassermenge betrug 550 m³/s.

## Verkehr
Die Vestari-Jökulsá galt immer als schwer zu überqueren. Am leichtesten schien das noch nahe der Quelle möglich. Seit 1896 gibt es eine Brücke bei den Góðdalir, eine neuere besteht hier seit 1982. Vor dem Ende des 19. Jahrhunderts gab es Seilfähren am Fluss. Die Furten zu benutzen ist immer noch nicht ohne Risiko.

## Tourismus und Umwelt
Inzwischen organisiert man auf diesem Fluss und der Austari-Jökulsá im Sommer Rafting-Fahrten für Touristen.
Daher und aus Gründen des Umweltschutzes gibt es heftige Diskussionen, ob in der Gegend ein Aluminiumwerk gebaut und die enorme Wasserkraft der beiden Flüsse zur Stromerzeugung genutzt werden sollte.